# Vuolle Bieljaure
Vuolle Bieljaure är en sjö i Arjeplogs kommun i Lappland och ingår i Skellefteälvens huvudavrinningsområde. Sjön har en area på 0,356 kvadratkilometer och ligger 615,2 meter över havet. Vuolle Bieljaure ligger i Pieljekaise Natura 2000-område. Sjön avvattnas av vattendraget Bieljaurjåkkå.

## Delavrinningsområde
Vuolle Bieljaure ingår i det delavrinningsområde (735678-155052) som SMHI kallar för Utloppet av Vuolle Bieljaure. Medelhöjden är 647 meter över havet och ytan är 3,28 kvadratkilometer. Räknas de 4 avrinningsområdena uppströms in blir den ackumulerade arean 50 kvadratkilometer. Bieljaurjåkkå som avvattnar avrinningsområdet har biflödesordning 2, vilket innebär att vattnet flödar genom totalt 2 vattendrag innan det når havet efter 311 kilometer. Avrinningsområdet består mestadels av skog (89 procent). Avrinningsområdet har 0,37 kvadratkilometer vattenytor vilket ger det en sjöprocent på 11,3 procent.